# Кузьменко Галина Андріївна
Галина Андріївна Кузьменко (1896, Піщаний Брід — 1978, Джамбул, Південно-Казахстанська область, Казахська РСР, СРСР)  — українська освітянка та революціонерка махновського руху. Жертва сталінських репресій.

## Життєпис
Народилася в 1896 році в сім'ї київського жандарма, згодом селянина с. Піщаний Брід.
У 1910 році закінчила 6 класів жіночої гімназії. Восени 1911 року вступила до Добровеличківської жіночої семінарії і закінчила її з золотою медаллю.
У 1916 році за розподілом Херсонської губернської земської управи вирушила вчителювати в двокласну школу багатого села Гуляйполе. Стала працювати вчителькою української мови і літератури земської гуляйпільської школи. Стала відома в містечку як українська патріотка з анархістським ухилом і активна діячка місцевої «Просвіти».
Восени 1919 року одружилася з Нестором Махном. Начальник штабу махновської армії Віктор Білаш характеризував її як «невтомиму захисницю жінок». Восени 1919 року обрана очільницею Союзу вчителів махновської республіки.
28 серпня 1921 року разом з чоловіком та іншими повстанцями перейшла румунський кордон. Жили у Польщі, Німеччині.

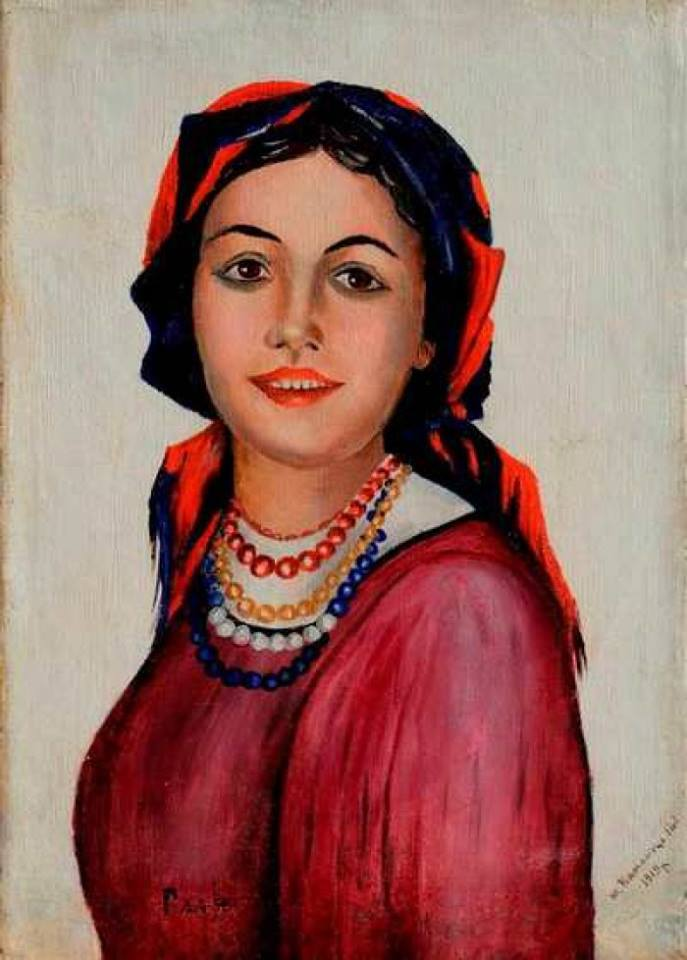
Портрет Галини Кузьменко, 1919. Володимир Гагенмейстер

У 1922 році у Польщі народила доньку Олену. Згодом осіли у передмісті Парижа. Жили скромно, постійно відчуваючи матеріальну скруту. Працювала пралею в одному з пансіонів для дівчаток російських емігрантів.
Співпрацювала з газетою «Українські вісті», якийсь час керувала курсами української мови, працювала секретаркою в організації «Союз Українських Громадян у Франції».
Після окупації німцями Франції гітлерівці вивезли Галину та її доньку Олену на роботи до Німеччини, де вона працювала на фірмі «Сіменс».
У серпні 1945 року потрапила до рук НКВС. Отримала 10 років таборів. Ув'язнення відбувала в Мордовії, в Дубровлазі. На 5 років висилки у Казахстан засуджена була і її донька Олена.
Звільнена за амністією 9 травня 1954 року, оголошеною після смерті Сталіна. Після звільнення хотіла оселитися в Україні, але через те, що українські родичі від неї відмовилися, боячись неприємностей від радянської влади, переїхала до доньки до Джамбула (Казахська РСР), де до виходу на пенсію працювала на бавовняному комбінаті.
Померла у Джамбулі в 1978 році. Похована на місцевому цвинтарі «Зелений килим». Донька Олена померла там же в 1993 році, похована поруч з матір'ю.(рос.)